# Rafael Correa
Rafael Vicente Correa Delgado (* 6. dubna 1963, Guayaquil, Ekvádor) byl v letech 2007–2017 ekvádorský prezident. Znovuzvolen byl roku 2009 a 2013. V roce 1987 začal studovat ekonomii na Universidad Católica de Santiago de Guayaquil a později studoval na Université catholique de Louvain, Belgie. Doktorát a magisterský titul z ekonomie získal na University of Illinois at Urbana-Champaign. V roce 1992 se oženil s Anne Malherbovou. Mají tři děti.

## Prezidentství
Jeho popularita vychází ze stability jeho vlády, renomovaného studia, kterým prošel, znárodnění ropného průmyslu a výrazné zvýšení výdajů v oblasti školství, zdravotnictví, infrastruktury a průmyslu.

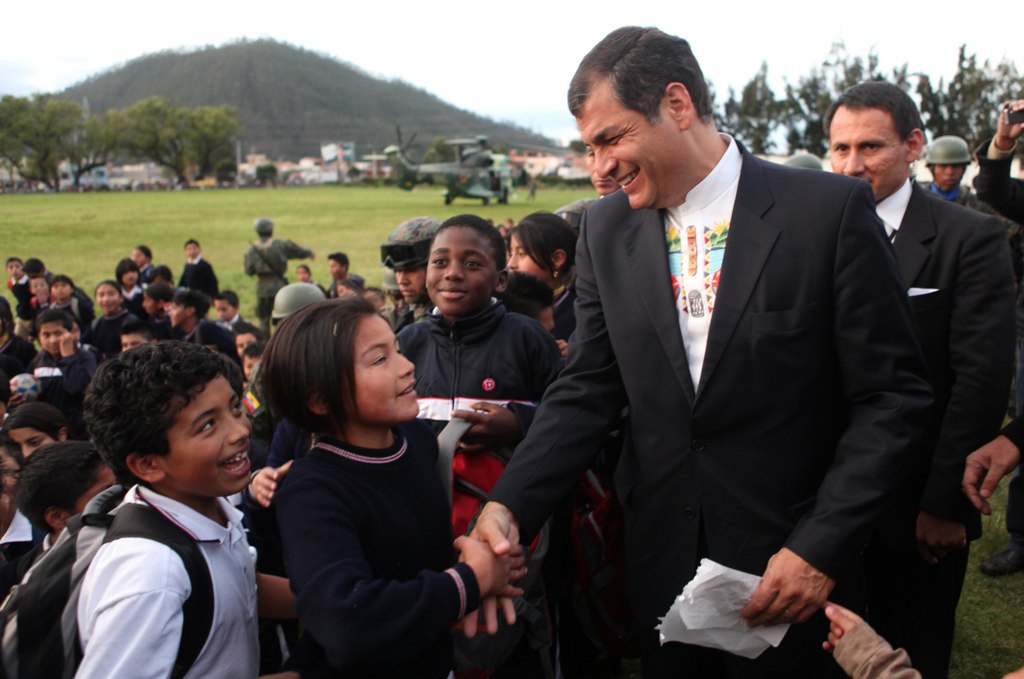
Rafael Correa

Úspěšně vládl od roku 2007. Během deseti předcházejících let v Ekvádoru padlo pět vlád. Byl prvním prezidentem po 20 letech zvoleným s víc než 50 % hlasů a prvním prezidentem po 100 letech zvoleným dvakrát po sobě. V roce 2010 se skupina policistů a vojáků pokusila svrhnout a zabít prezidenta, ale neúspěšně díky zásahu prezidentových přívrženců a vládě věrných vojáků. Prezident Correa následně obvinil bývalého sesazeného prezidenta Lucia Gutiérreze z podpory puče.
Významný obrat nastal v Ekvádoru zejména v otázce zahraniční politiky. Ekvádor se stal v roce 2009 členským státem ALBA, levicově orientovaných států stojících v opozici proti Washingtonu a USA. Blok založil venezuelský prezident Hugo Chávez a mj. tam je Nikaragua, Kuba nebo Bolívie. Correa rovněž omezil styky s USA, poskytl na ekvádorském velvyslanectví v Londýně azyl hledanému Julianu Assangemu a v roce 2009 donutil vládu USA opustit vojenskou leteckou základnu v ekvádorské Mantě. V zahraničním obchodu a spolupráci se kromě latinskoamerických a karibských států, začal orientovat i na Čínu a Rusko. V 2. prezidentském období zrušil dolarizaci ekvádorské ekonomiky. V roce 2008 došlo k prudkému zhoršení vztahů s Kolumbií, když kolumbijské letectvo bombardovalo povstalecké levicové jednotky FARC-EP nacházející se na území Ekvádoru. Téměř došlo k válce mezi Kolumbií, Ekvádorem a Venezuelou, která podporovala Ekvádor. Situaci se však podařilo uklidnit a došlo k obnově diplomatických vztahů mezi Ekvádorem a Kolumbií.
Provedl rovněž kvalitativní reformy v oblasti soudnictví a vysokého školství. Celá řada soudců kvůli nedostatečné kvalifikaci, nebo korupci přišla o svá místa. Podobně v oblasti profesorů a vysokého školství. Opozice tento čin kritizovala, Correova reforma však byla doporučena a posvěcena i španělským expertním týmem v oblasti soudnictví.
Hlásí se k Chávezově Socialismu 21. století. Po Chávesově vzoru vyhlásil referendum o zrušení ústavy a vytvoření ústavodárného shromáždění. V něm jeho strana Alianze PAIS získala 70% hlasů. Občanské referendum v roce 2011 pak např. ještě zakázalo hazardní hry, nebo zápasy zvířat. Z 13 hlavních předvolebních slibů úplně naplnil 9 a částečně 4. Rovněž zvedl daňové zatížení korporací a velkých firem z 1 % na 15 %.
V prezidentských volbách v roce 2017 byl jako jeho nástupce těsnou většinou zvolen Lenín Moreno. Funkce se ujal dne 24. května 2017.

## Vyznamenání
- velkokříž s řetězem Řádu osvoboditele – Venezuela, 11. října 2007
- velkokříž s řetězem Řádu osvoboditele generála San Martína – Argentina, 21. dubna 2008[2]
- velkokříž Řádu Francisca Morazána – Honduras, 31. května 2009
- velkokříž s diamanty Řádu peruánského slunce – Peru, 9. června 2010[3]
- Řád Augusta Césara Sandina – Nikaragua, 15. listopadu 2010[4]
- Řád José Martího – Kuby, 5. května 2017[5]

## Předvolební sliby
| Cíl                         | Detaily cíle | Úspěšnost        | Detaily úspěchu |
| --------------------------- | --- | ---------------- | --- |
| Zdravotnictví               | Zvýšení výdajů na zdravotnictví. Zahájení masivní produkce a distribuce léčiv. Zahájení kampaně preventivních vyšetření. Zvýšení počtu lékařů a sester. Zavedení mobilních lékařských jednotek. | Splněno          | Výdaje na zdravotnictví byly navýšeny z 561 miliónů dolarů v roce 2006 na 1.77 miliard dolarů v roce 2012, což představuje 6.8% státního rozpočtu. Ekvádorská vláda podepsala s kubánskou vládou smlouvu dovolující státní společnosti Enfarma masivní produkci léků za nízké ceny. Pracovní doba lékařů se zvýšila na 40 hodin týdně a stejně tak jejich platy. Mobilní kliniky byly úspěšně zavedeny. Byl zaveden i program pro návrat ekvádorských lékařů žijících v zahraničí. |
| Vzdělání                    | Zvýšení rozpočtu na vzdělání na 6% HDP. Zavést bezplatné základní vzdělávání se zdravotním, potravinovým a výrobním programem. Vyškolit úředníky a učitele. Zavést národní vzdělávací program. | Splněno          | Rozpočet na vzdělání se zvýšil z 2.5% HDP v roce 2006 na 6% v roce 2012. Školáci a studenti po celé zemi rovněž obdrželi zdravotní a potravinovou podporu v podobě uniforem zdarma a obědů. Byl vytvořen vzdělávací program a státní úředníci a učitelé prošli výcvikem. |
| Bydlení                     | Zvýšení příspěvků na bydlení z 1800 dolarů na 3600 dolarů pro domy s cenou pod 20 tisíc dolarů. | Splněno          | Příspěvek byl navýšen na 3600 dolarů v roce 2007 a v roce 2008 i na 5000 dolarů. for returning immigrants the housing grant is $7000 a na 6000 dolarů pro lidi se zdravotním postižením. Maximální cena domů pro obdržení příspěvku byla nastavena na 60,000 dolarůgrant. Do roku 2011 obdrželo příspěvek celkem 205,000 rodin v celkové hodnotě 750 miliónů dolarů. Celkové investice do bydlení dosáhly 900 miliónů dolarů. |
| Zaměstnanost                | Po dobu pěti let rozdělit 300 miliónů dolarů v podobě mikrokreditů v hodnotě 5,000 dolarů s 5% úrokem na pomoc 60,000 lidem. | Splněno          | Národní banka, věnovala od dubna 2007 do července 2008 celkem 140 miliónů dolarů na mikrokredity, skrze program 5-5-5. Během let 2009 a 2010 bylo na mikrokredity věnováno celkem 73 miliónů dolarů. Na rok 2011 Národní banka věnovala 43 miliónů dolarů na mikrokredity. V prvním čtvrtletí roku 2012 bylo věnováno 12 miliónů dolarů na mikrokredity. The 5-5-5 Program has been established as a permanent product in the credit offer of BNF. |
| Politická reforma           | Vyhlášení voleb do ústavodárného shromáždění s cílem vytvořit novou ústavu. Volit kongresmany na základě okresů. Zavést systém „cross death“, kdy kongresman, nebo prezident může požadovat předčasné volby jen jednou během prvních pěti let vlády.                                                            | Splněno          | Ekvádorské ústavní referendum v roce 2008 zavedlo novou ústavu, která nahradila ústavu z roku 1998. V roce 2008 jak je řečeno v ústavě, byla vytvořena Rada občanské participace a sociální kontroly, která sdružuje autority nejvyššího státního zástupce, dohlížitelů, ombudsmana, veřejného obhájce, hlavní kanceláře státního zástupce, hlavní kanceláře státního finančního dozoru, členů národní volební rady, volebního soudu a soudní rady. Systém „cross death“ byl zaveden a umožňuje jen jedno rozpuštění Národního shromáždění, podle dřívější ústavy označované jako Kongres. |
| Zahraniční dluh             | Omezit splácení zahraničního dluhu na 3% HDP, snížit tak z původních 6% HDP. Znova projednat zahraniční dluh země, nebo najít zmírňující opatření skrze výměnný mechanismus(např. ekologický ochranný fond pro ochranu lesů, Galapágských ostrovů atp.                                                          | Splněno          | Podíl splácení zahraničního dluhu klesl do roku 2011 na 2.24% HDP. Zahraniční dluh byl znova projednán a snížen na 2 miliardy dolarů, pokud úrok bude použit takovým způsobem, že vydělá více než 7 miliard dolarů. Skrze projekty jako Yasuní-ITT Initiative, Ekvádor obdržel 3,6 miliardy dolarů od mezinárodního společenství. Věřitelé provedli studie a restrukturalizovali dluhy na podporu těchto projektů. |
| Dohoda o volném obchodu FTA | Nepodepsat dohodu o volném obchodu se Spojenými státy americkými. Rozšířit andský obchodní systém a Legislativu o likvidaci drog ATPDEA. Zvýšení integrace latinskoamerických států. Snížení používání národní, či mezinárodní měny a její nahrazení regionální měnou.                                          | Splněno          | Ekvádor nepodepsal smlouvu FTA s USA, Evropskou unií a ani žádnou další dohodu o volném obchodu. Protidrogová legislativa byla rozšířena ATPDEA o přednostní cla do roku 2013. V otázce regionální měny a měnové integrace začaly státy Latinské Ameriky využívat měnu SUCRE v obchodních transakcích, vč. Ekvádoru. |
| Ropný průmysl               | Změnit společnost Petroecuador na společnost s ručením omezeným a posílit ji v zájmu konkurence se soukromým ropným průmyslem. Pro zavedení současného zákona o uhlovodících neobnovovat smlouvy v ropném obchodu. Rozvíjet velké těžební projekty jako je ITT a na jihovýchodě země. Vybudovat nové rafinérie. | Částečně splněno | V dubnu 2010, Rafael Correa přetvořil Petroamazonas a Petroecuador na společnosti s ručením omezeným, s vlastním fondem a rozpočtovou, finanční, hospodářskou, administrativní a manažerskou autonomií, ale ne ve formě soukromé společnosti. Investice do ropného průmyslu se zvýšily. Jen v roce 2009 se zvýšily o 618 miliónů dolarů na téměř 1,7 miliardy dolarů. Zavedení uhlovodíkového zákona vedlo k znovuprojednání obchodních smluv se 17 společnostmi a přinucení 7 společností k opuštění země. Projekty v ITT byli pozastaveny Yasuní-ITT Initiative, u jiných jako Pañacocha se s rozvojem pokračovalo i v roce 2010. V roce 2008 byla zahájena stavba Pacifické rafinéry se spolupráci s venezuelskou vládou a zahájení činnosti rafinérie je plánováno na rok 2013. |